# Copa Asobal 2012
La XXIII edición de la Copa Asobal se celebró entre el 21 y el 22 de diciembre de 2012, en el Pabellón As Travesas de Vigo.
En ella participaron los cuatro primeros equipos de la Liga ASOBAL 2012-13 al término de la primera vuelta de la competición, y fueron el FC Barcelona Intersport, el BM Atlético de Madrid, el Reale Ademar León y el Naturhouse La Rioja.
Este campeonato se jugó con la fórmula de eliminación directa (a partido único en semifinales y final), y el emparejamiento de las semifinales se estableció por sorteo puro. El equipo campeón, obtuvo una plaza para disputar la Champions League 2013-14.

## Eliminatorias
|  | Semifinales             | Semifinales             | Semifinales             |                         |                       | Final                 | Final | Final |  |
|  |                         |                         |                         |                         |                       |                       |       |       |  |
|  |                         |                         |                         |                         |                       |                       |       |       |  |
|  | Naturhouse La Rioja     | Naturhouse La Rioja     | 30                      |                         |                       |                       |       |       |  |
|  | Naturhouse La Rioja     | Naturhouse La Rioja     | 30                      |                         |                       |                       |       |       |  |
|  | BM Atlético de Madrid   | BM Atlético de Madrid   | 34                      |                         |                       |                       |       |       |  |
|  | BM Atlético de Madrid   | BM Atlético de Madrid   | 34                      |                         | BM Atlético de Madrid | BM Atlético de Madrid | 24    |       |  |
|  |                         |                         |                         |                         | BM Atlético de Madrid | BM Atlético de Madrid | 24    |       |  |
|  |                         |                         | FC Barcelona Intersport | FC Barcelona Intersport | 32                    |                       |       |       |  |
|  | FC Barcelona Intersport | FC Barcelona Intersport | FC Barcelona Intersport | FC Barcelona Intersport | 32                    | 34                    |       |       |  |
|  | FC Barcelona Intersport | FC Barcelona Intersport |                         |                         |                       | 34                    |       |       |  |
|  | Reale Ademar León       | Reale Ademar León       | 25                      |                         |                       |                       |       |       |  |
|  | Reale Ademar León       | Reale Ademar León       | 25                      |                         |                       |                       |       |       |  |
|  |                         |                         |                         |                         |                       |                       |       |       |  |

| Campeón                           |
| FC Barcelona Intersport 8º título |